# Villanueva del Conde
Villanueva del Conde là một đô thị ở tỉnh Salamanca, tây Tây Ban Nha, thuộc cộng đồng tự trị Castile-Leon. Đô thị này có cự ly 78 kilômét so với thành phố tỉnh lỵ Salamanca và có dân số 190 người (năm 2008).
Đô thị này có diện tích 12,99 km².
Đô thị này nằm ở khu vực có độ cao 801 mét trên mực nước biển.
Mã số bưu chính là 37658